# Грязь Миссисипи (пирог)
Пиро́г «Грязь Миссиси́пи» или Миссиси́пский грязево́й пиро́г (англ. Mississippi mud pie) — десертный шоколадный пирог или торт, который, вероятно, возник в американском штате Миссисипи, откуда и получил своё название. Состоит из шоколадного соуса поверх рассыпчатой шоколадной корочки (бисквит или крошка шоколадного печенья). Иногда пирог сверху поливают шоколадным заварным кремом, затем взбитыми сливками и украшают шоколадной стружкой. Перед подачей охлаждают. Обычно подают с мороженым.
Название «Грязь Миссисипи» происходит от текстуры пирога, напоминающего топкие и рыхлые берега реки Миссисипи.
По другой версии, пирог напоминает липкие глиняные лепёшки, которые делают играющие дети.
Грязевый пирог Миссисипи стал разновидностью брауни и шоколадного фаджа, которые уже существовали в Соединенных Штатах. Согласно разным источникам, он возник между 1970-ми и 1980-ми годами. Его самое раннее известное упоминание в печати датировано 1975 годом.
Пирог обычно имеет очень влажную текстуру, которая плохо держит форму, и его часто готовят либо в форме листового пирога, либо в форме для выпечки. Существует множество дополнений к различным рецептам грязевого пирога. Некоторые из них могут включать кофе, зефир, орехи пекан, грецкие орехи, карамель, бурбон или даже фруктовые начинки, такие как вишня или ананас.
Хотя пирог Грязь Миссисипи изначально ассоциировался с кухней южных штатов США, он распространён и за их пределами.